# Mistrzostwa Europy w Wioślarstwie 1934
35. Mistrzostwa Europy w Wioślarstwie odbyły się w dniach 10–12 sierpnia 1934 r. w szwajcarskiej Lucernie (po raz 3. w historii). Zawodnicy rywalizowali w 7 konkurencjach wioślarskich na pobliskim jeziorze Rotsee. 

## Medaliści
| Konkurencja                 | Złoto | Srebro | Brąz | Źródło |
| --------------------------- | --- | --- | --- | ------ |
| M1x (jedynka)               | Gustav Schäfer | Roger Verey | Vincent Saurin | [ 2 ]  |
| M2x (dwójka podwójna)       | Szwajcaria Helmut von Bidder · Hans Hottinger | Francja Georges Frisch · Louis Hansotte | Dania Mogens Hee · Poul Hendriksen | [ 3 ]  |
| M2- (dwójka bez sternika)   | Austria Anton Kopetzky · Robert Kopetzky | III Rzesza Herbert Braun · Hans-Georg Möllner | Szwajcaria Hans Niklaus · Ernst Kopp | [ 4 ]  |
| M2+ (dwójka ze sternikiem)  | Węgry Károly Győry · Tibor Mamusich · László Molnár (sternik)                                                                                            | Francja Bernard Batillat · Alphonse Bouton · Claude Lowenstein (sternik)                                                                                       | Holandia H. van Schagen · H. de Wiljes · B.J.L. Beunders (sternik) | [ 5 ]  |
| M4- (czwórka bez sternika)  | III Rzesza Rudolf Eckstein · Toni Rom · Martin Karl · Wilhelm Menne                                                                                      | Szwajcaria Karl Schmid · Alex Homberger · Max Schuler · Hermann Betschart                                                                                      | Francja Charles Luraud · Jean Cottez · Louis Devillié · Émile Lecuirot | [ 6 ]  |
| M4+ (czwórka ze sternikiem) | Włochy Valerio Perentin · Francesco Chicco · Nicolò Vittori · Giovanni Delise · Renato Petronio (sternik)                                                | Francja Marcel Chauvigné · Jean Cosmat · Marcel Vandernotte · Fernand Vandernotte · Noël Vandernotte (sternik)                                                 | Jugosławia Slavko Alujevič · Elko Mrduljaš · P. Handrmann · Ivo Fabris · Marin Alujevič (sternik)                                                                                                  | [ 7 ]  |
| M8+ (ósemka)                | Węgry Gyula Görk · Vilmos Éden · Ferenc Jancsó · Ákos Inotay · Frigyes Pabsz · Tibor Mamusich · Károly Győry · Alajos Szilassy · László Molnár (sternik) | Dania Willy Sørensen · Knud Olsen · Ove Zøllner · Sigfred Sørensen · Carl Berner · Remond Larsen · Emil Boje Jensen · Poul Knudsen · Harry Gregersen (sternik) | Włochy Antonio Garzoni Provenzani · Ito del Favore · Carlo del Favore · Guglielmo del Neri · Lucillo Bobig · Enzo Rampelli · Gastone de Angelis · Antonio Ghiardello · Emilio Gerolimini (sternik) | [ 8 ]  |

## Klasyfikacja medalowa
| Miejsce | Reprezentacja | Złoto | Srebro | Brąz | Razem |
| ------- | ------------- | ----- | ------ | ---- | ----- |
| 1.      | III Rzesza    | 2     | 1      | 0    | 3     |
| 2.      | Węgry         | 2     | 0      | 0    | 2     |
| 3.      | Szwajcaria    | 1     | 1      | 1    | 3     |
| 4.      | Włochy        | 1     | 0      | 1    | 2     |
| 5.      | Austria       | 1     | 0      | 0    | 1     |
| 6.      | Francja       | 0     | 3      | 2    | 5     |
| 7.      | Dania         | 0     | 1      | 1    | 2     |
| 8.      | Polska        | 0     | 1      | 0    | 1     |
| 9.      | Holandia      | 0     | 0      | 1    | 1     |
| 9.      | Jugosławia    | 0     | 0      | 1    | 1     |
| Razem   | Razem         | 7     | 7      | 7    | 21    |